# 장총포

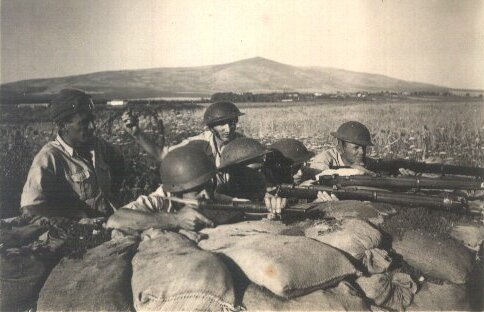

장총포(長銃砲, long gun)는 개인화기 또는 캐넌의 분류에서, 다른 것들보다 총포신이 더 긴 것을 말한다. 개인화기 중의 장총(長銃)이란 권총과 대비되는 존재로서 어깨에 견착하고 사용하는 긴 총(소총, 보총, 기총, 산탄총 등)을 말하는 것이고, 대포 중의 장포신포(長砲身砲)는 하위처나 카로네이드 따위 단포신 포보다 긴 포를 말한다.

## 같이 보기
- 거포